# Anas risgoviensis
Anas risgoviensis — вид викопних гусеподібних птахів роду качка (Anas) родини качкових (Anatidae). Скам'янілі рештки відомі з пізнього міоцену у Баварії (Німеччина).